# Yatterman
Yatterman (яп. ヤッターマン Ятта:ман) — японский аниме-сериал, выпущенный студией Tatsunoko Productions, транслировался впервые в Японии по телеканалу Fuji TV с 1 января 1977 по 27 января 1979 года. Всего выпущено 108 серий. Аниме-сериал Yatterman является второй частью франшизы Time Bokan, которая сумела завоевать ещё большую популярность, чем первый сериал. Это также последний сериал, в котором принимал участие основатель студии Тацуо Ёсида перед его смертью.
Ремейк сериала Yatterman был выпущен той же студией — Tatsunoko Productions и транслировался по японским телеканалам Nippon Television и Yomiuri TV с 14 января 2008 по 27 сентября 2009 года с озвучкой оригинальных актёров, озвучивавших злодеев. В марте 2009 года по мотивам аниме-сериала был выпущен одноимённый фильм.

## Сюжет
Таинственный камень, известный как Каменный череп (яп. ドクロストーン Докуросуто:н) находится где-то на планете, и способен указать расположение крупнейшего месторождения золота в мире. Шайка из 3-х злодеев Доромбо (яп. ドロンボー Доромбо:) занимаются активными поисками камня, им противостоят 2 супергероя Ган и Ай, известные также как Яттерман-1 и Яттерман-2 со своим роботом—талисманом.
Это единственная часть франшизы Time Bokan, где герои и злодеи не путешествуют во времени/через космос. Имена локации, городов и людей представляют собой пародии на реальные названия. Например лидера революции страны зовут «Яшингтон», что является аллюзией на Джорджа Вашингтона, а место, похожее на древнюю Японию называется «Ямэтай» (буквально переводится как остановись), что созвучно с древне-японском государством Яматай.

## Список персонажей
Ган Такада/Яттерман-1 (яп. 高田 ガン Такада Ган) — главный герой, 13-летний мальчик. Его отец — известный кудесник, создающий игрушки и собаку-робота, которая должна спасать людей. Сам Ган является экспертом по механике и помогает отцу создавать и чинить игрушки. Вместе со своей подругой Ай образует команду и называет себя Яттерманом-1. В качестве оружия использует бильбоке, которую Ган также использует в качестве крюка, во время боя использует особые трюки, такие как «Кэнда-Магик». В новой версии сериала Ган показан более небрежным, чем часто расстраивает Ай.
Сэйю: Ёсико Ота (1977—1979) Хироюки Ёсино (2008)
Ай Каминари/Яттерман-2 (яп. 上成 愛 (アイ) Каминари Ай) — подружка Гана и дочь владельца магазина электроники. Верно следует за Ганом. Также хорошо разбирается в механике и помогает Гану чинить приборы. Она же Яттерман-2, и в качестве оружия использует палицу, из которой может выпускать электричество. В новой версии сериала у Ай есть слово-паразит — «100 %», например: «Мы на 100 % в беде».
Сэйю: Мари Окамото (1977—1979) Сидзука Ито (2008)
Омоттяма (яп. オモッチャマ Омоттяма) — личный робот Гана, имеющий форму игральной кости. Является своеобразным талисманом в магазине игрушек отца Гана. Его ключевая фраза — «да-корон», которую он добавляет в конце каждого предложения. Его имя происходит из японского слова омоття (яп. おもちゃ), что переводится как игрушка.
Сэйю: Рэйко Кацура (1977—1979) Тиаки Такахаси (2008)
Дорондзё (яп. ドロンジョ Дорондзё) — привлекательная блондинка, которая возглавляет группу злодеев Доромбо и занимается поисками каменного черепа. Широко известна тщеславным, интеллигентным и лидерским характером, по характеру идентична злодейке Мадзё из сериала Time Bokan.
Сэйю: Норико Охара
Боякки (яп. ボヤッキー Боякки:) — тощий, высокий мужчина с огромным носом и усами (в Yoru no Yatterman — бакенбардами), имеет ту же внешность, что и злодей Гроки из сериала Time Bokan. Он очень умный, но имеет озабоченный характер. Занимается созданием гигантских роботов и часто появляется в голом виде.
Сэйю: Дзёдзи Янами (1977—1979) Хироаки Хирата (2015)
Тондзура (яп. トンズラー Тондзура:) — низкий (в Yoru no Yatterman — высокий), мускулистый мужчина с щетиной (в Yoru no Yatterman — бородкой) на лице, имеет ту же внешность, что и злодей Вальтер из сериала Time Bokan. Слабоумный, но невероятно сильный, выполняет в основном тяжелую работу. Очень медлительный, но в опасных ситуациях быстро убегает. Говорит на кансайском диалекте.
Сэйю: Кадзуя Татэкабэ (1977—1979) Кэнта Миякэ (2015)
Докуробэ (яп. ドクロベエ Докуробэ) — неуловимый босс банды Доромбо. Обычно отдаёт приказы шайке Доромбо. Как правило, информирует о расположении каменного черепа необычным способом: передавая картинку с говорящим гамбургером или черепом. Быстро наказывает своих подчинённых за поражения.
Сэйю: Дзюмпэй Такигути

## Аниме 1977
Аниме-сериал начал транслироваться по телеканалу Fuji TV с 1 января 1977 года по 27 января 1979 года. Всего было выпущено 108 серий. Открытие к первым 58 сериям «Theme of Yatterman» (яп. ヤッターマンの歌 Яттаман но Ута) исполняет Масаюки Ямамото, а концовку «Genius Doronbo» (яп. 天才ドロンボー Тэнсай Доронбо) исполняет Норико Охара. Начало к 59-108 сериям «Yatterking» (яп. ヤッターキング Яттакингу) исполняет Ямамото, а концовку «Dorobo's Shirake» (яп. ドロンボーのシラーケッ Doronbō no Shirāke) исполняют Охара, Янами и Татёкабэ. Сериал также транслировался в Испании, Италии и Польше.

## Аниме 2008
Через 31 год после выпуска оригинального сериала, был выпущен новый аниме-сериал, который транслировался по японскому телеканалу YTV с 14 января 2008 по 27 сентября 2009 года. Всего было выпущено 60 серий аниме. Основная сюжетная линия осталась прежней, с более дополнительными и новыми отсылками, удовлетворяющих современные вкусы. Открытие к аниме, которое является изменённым вариантом оригинального открытия «Yatterman’s Theme» исполняет Саэмон Онякити, ET-KING, Юки Нисио, сёстры Накано-Будзё и Тосихио Тамидзава. В последней серии используется оригинальное открытие из старого сериала. Концовки к сериалу «Total Eclipse» (яп. 皆既日蝕 Кайки Сицусёку) исполняет mihimaru GT, «Like Love Song» (яп. 恋想曲 Рэнсокёку) исполняет Манами Куросэ, «Now» (яп. 今 Има) исполняют сёстры Накано-Будзё и «A Story That Starts From ZERO» (яп. ZEROからはじめるストーリー Дзэро Кара Хадзимэру Сутори) исполняет Вакаба.
Сериал был лицензирован компанией Yomiura Group для показа на территории США.

## Фильм
10 апреля 2007 года компания Nikkatsu объявила, что намеревается выпустить 2 фильма по мотивам известных аниме-сериалов 70-х годов, а именно Yatterman и Gatchaman.
Создание фильм по мотивам Yatterman началось 27 марта и закончилось в мае 2008 года. Режиссёр фильма — Такаси Миикэ. За создание и дизайн персонажей с роботами отвечал Кацуя Тэрада, который ранее работал над дизайном персонажей в фильмах, созданных по мотивам аниме Blood: The Last Vampire и Cutie Honey. Фильм был выпущен 7 марта 2009 года и в течение первой недели был в список 10 топ фильмов в Японии. Фильм был лицензирован компанией Eureka для выпуска на DVD и Blu-ray изданиях в Великобритании 21 мая 2012 года. Также фильм был выпущен на территории США компанией Discotek Media в 2013 году.

## Игры
По мотивам сериала были выпущены ряд видео-игр. Игра NEW Yatterman: Nandai Kandai Yajirobe (яп. NEWヤッターマン 難題かんだいヤジロベエ) была выпущена 22 марта 1996 года для приставки Super Famicom. 2 игры, по мотивам сериала-ремейка 2008 года для Nintendo DS: Yatterman DS: Bikkuri Dokkiri Daisakusen da Koron (яп. ヤッターマンDS ビックリドッキリ大作戦だコロン Yatterman DS: The Great Thrilling Operation) и Yatterman DS2: Bikkuri Dokkiri Animal Daibouken (яп. ヤッターマンDS2 ビックリドッキリアニマル大冒険 Yatterman DS2: The Great Thrilling Animal Adventure) были выпущены в апреле и октябре 2008 года. А также игра для Wii под названием Yatterman Wii: Bikkuri Dokkiri Machine de Takeshi Race da Koron (яп. ヤッターマンWii ビックリドッキリマシンで猛レースだコロン Yatterman Wii: The Thrilling Takeshi Machine Race) была выпущена 11 декабря 2012 года.
Яттерман-1 и Дорондзё появляются в качестве управляемых персонажей в кроссоверной игре Tatsunoko vs. Capcom: Cross Generation of Heroes, выпущенной компанией Capcom для Wii в Японии, в 2008 году. Также управляемый персонаж Яттерман-2 появляется в игре Tatsunoko vs. Capcom: Ultimate All-Stars, выпущенной в 2010 году. Яттермана-1 озвучивает Эри Китамура, а второго — Эмири Като.

## Другие появления
Яттерман появлялся в третьей серии Sket Dance.
Кампания по продвижению японского профессионального реслинга располагает трибуной Yatter Man с участием рестлеров: Геркулес Сэнга, Цутому Оосуги и Мисаки Охаты, известных под псевдонимами: Яппер-ман #1, #2 и #3, которые однажды стали чемпионами в соревновании Tohoku Tag Team.